# Lothar Schenk
Lothar Schenk (* 24. März 1942 im Sudetenland) ist ein deutscher Jurist.

## Werdegang
Nach dem an der Universität Freiburg und an der Universität Erlangen-Nürnberg absolvierten rechtswissenschaftlichen Studium schloss Schenk seine juristische Ausbildung 1968 erfolgreich mit dem zweiten Staatsexamen ab. Einer sodann aufgenommenen Arbeit als selbständiger Rechtsanwalt in Bamberg folgte ab 1972 eine Tätigkeit in der bayerischen Sozialgerichtsbarkeit. Über das Sozialgericht Augsburg führte sein beruflicher Lebensweg 1981 zum Bayerischen Landessozialgericht. Im Rahmen einer Abordnung war Schenk sodann von Januar 1991 bis Juli 1992 am Sächsischen Staatsministerium für Soziales, Gesundheit und Familie tätig. Seiner Ernennung zum Richter am Bundessozialgericht am 28. Juli 1992 folgte zunächst sein richterliches Wirken im 4. Senat, wo er mit dem Themengebiet der Rentenversicherung der Angestellten befasst war. Weitere Stationen waren der 5. Senat und der 8. Senat. Während ersterer sich mit den Rechtsstreitigkeiten zur Rentenversicherung der Arbeiter auseinandersetzte, war Schenk im 8. Senat mit den Rechtsproblemen der Knappschaftsversicherung und der Unfallversicherung für den Bergbau konfrontiert. Seit 1. Juli 2002 hatte er in jenem Senat den stellvertretenden Vorsitz inne. Am 1. September 2005 trat Schenk in den Ruhestand.

## Quelle
- Richter am Bundessozialgericht Lothar Schenk tritt in den Ruhestand, juris vom 24. August 2005

| Personendaten    | Personendaten    |
| ---------------- | ---------------- |
| NAME             | Schenk, Lothar   |
| KURZBESCHREIBUNG | deutscher Jurist |
| GEBURTSDATUM     | 24. März 1942    |
| GEBURTSORT       | Sudetenland      |